# Carlos Renan Kurtz
Carlos Renan Kurtz (Santa Maria, 10 de fevereiro de 1937 – Santa Maria, 17 de dezembro de 2015) foi um político brasileiro.
Formado em direito pela Universidade Federal de Santa Maria.
Foi eleito deputado estadual em 1982. Ocupou por dois mandatos a presidência da Assembleia Legislativa, em 1984 e em 1993. Aposentou-se como desembargador federal.